# یامبوک
یامبوک (به انگلیسی: Yambuk) یک شهرک در استرالیا است که در ویکتوریا (استرالیا) واقع شده‌است.